# Slag bij Autas
De Slag bij Autas was een slag die plaatsvond in 630 na de Slag bij Hunayn maar voor het Beleg van Taif.
Tijdens de Slag bij Hunayn versloeg Mohammed met 12 000 man een coalitie van vijandige stammen. Sommigen van hen sloegen op de vlucht naar Autas. Mohammed stuurde een leger geleid door Abu Amir al-Ashari om hen te achtervolgen. Abu Amir wist hierbij een aantal vluchtende soldaten te overmeesteren. In de schermutselingen verloor hij het leven en nam zijn neef Abu Musa al-Ashari de vaandel over. Abu Musa besloot eerst degene die Abu Amir had gedood om te brengen. Er vond een confrontatie plaats waarbij er twee slagen werden uitgedeeld. Hierbij lukte het Abu Musa de vijand te doden.